# Torta al caramello in Paradiso
Torta al caramello in Paradiso (Can't Wait to Get to Heaven) è un romanzo della scrittrice statunitense Fannie Flagg, pubblicato nel 2007 da Sonzogno.

## Trama
Norma aveva raccomandato infinite volte alla vecchia zia Elner di non salire sulla scala per raccogliere i fichi dell'albero in giardino, ma quella mattina del 1º aprile, per l'ennesima volta, l'arzilla vecchietta disobbedisce alla nipote. Certo non avrebbe immaginato che sull'albero ci fosse un nido di vespe e che proprio quelle vespe l'avrebbero presa di mira, facendola cadere e riempiendola di punture. Quando Elner rinviene, è al pronto soccorso: presto però si accorge che qualcosa non va. Non c'è nessuno e l'ascensore che ha preso non sale né scende, ma va a zonzo qua e là. Quando incontra la sorella Ida, madre di Norma, morta già da diversi anni, capisce che c'è qualcosa di strano.

Elner inizia così il suo viaggio in Paradiso, che affronterà con la stessa curiosità con cui ha vissuto ogni momento della sua vita.

Nel mondo "di qua", invece, i parenti sono alle prese con il dolore di questa morte improvvisa, mentre le amiche, tra le lacrime, fanno tutto ciò che è necessario per essere di aiuto alla famiglia.

## Edizioni
- Fannie Flagg, Torta al caramello in Paradiso, traduzione di Olivia Crosio, Sonzogno, 2007,  p. 372, ISBN 978-88-454-1399-5.